# Большие кошки
Большие кошки (лат. Pantherinae) — подсемейство кошачьих, включающее наиболее крупных представителей этого семейства. Критерием принадлежности к большим кошкам является, однако, не величина, а морфологические детали, такие, как строение подъязычной кости. Из-за этого к большим кошкам не относятся такие крупные виды, как пума и гепард.

## Описание
На шерсти всех крупных кошек имеются пятна, даже если они, на первый взгляд, не видны. Они очевидны у обыкновенного и дымчатого леопарда, снежного барса и ягуара. У тигра полосы на шерсти являются удлинёнными пятнами. У львов пятна проявляются, как правило, в детстве.

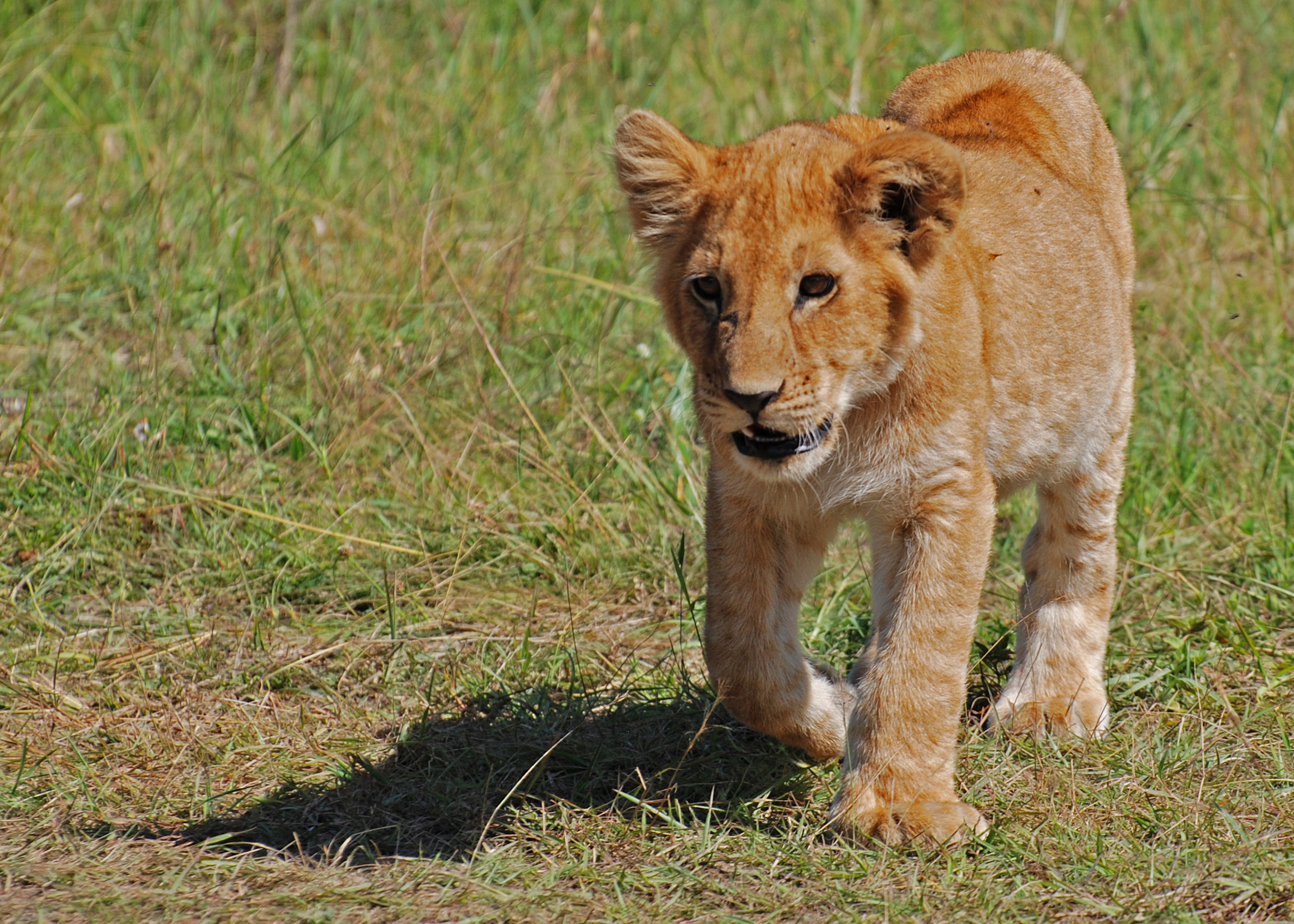
Львёнок со светлыми пятнами на лапах

Большие кошки отличаются от своих меньших родственников строением подъязычной кости. Она состоит из маленьких косточек, служащих закреплением языкового мускула в горле. Ранее этот признак связывали с умением рычать. Однако более новые исследования показывают, что рычание основано на других анатомических особенностях, прежде всего на специальном строении гортани. У льва, тигра, леопарда и ягуара она характеризуется очень длинными голосовыми связками и толстой эластичной тканью, позволяющими рычать. Снежный барс, дымчатый леопард и другие виды кошачьих такими особенностями не располагают и рычать не умеют.

## Роды и виды
Поукок первоначально включил в семейство Pantherinae роды Panthera и Uncia, современная классификация объединила роды Panthera и Uncia в Panthera и отделила род Neofelis, также включенный в таксон.
Ниже приводится полный список родов и видов подсемейства большие кошки:
| Подсемейство Большие кошки (Pantherinae) |                             |                                    |                                      | |
| Иллюстрация                              | Русское название            | Латинское название и автор таксона | Ареал и охранный статус МСОП         | Подвиды |
| Род Пантеры (Panthera)                   |                             |                                    |                                      | |
| Самец Самка                              | Лев                         | Panthera leo Linnaeus 1758         | Исторический ареал Современный ареал | - Panthera leo leo - Panthera leo melanochaita |
|                                          | Ягуар                       | Panthera onca Linnaeus 1758        | Вид, близкий к уязвимому положению   | - Panthera onca onca - Panthera onca arizonensis - Panthera onca centralis - Panthera onca goldmani - Panthera onca hernandesii - Panthera onca palustris - Panthera onca paraguensis - Panthera onca peruvianus - Panthera onca veracrucis                                                               |
|                                          | Леопард                     | Panthera pardus Linnaeus 1758      | Уязвимый вид                         | - Южноаравийский леопард - Африканский леопард - Дальневосточный леопард - Индийский леопард - Индокитайский леопард - Персидский леопард - Севернокитайский леопард - Цейлонский леопард - Яванский леопард - † Европейский леопард                                                                      |
|                                          | Тигр                        | Panthera tigris Linnaeus 1758      | Вымирающий вид                       | - Panthera tigris tigris, включающий популяции: - Амурский тигр - Бенгальский тигр - Индокитайский тигр - Малайский тигр - Южно-китайский тигр - † Туранский тигр - Суматранский тигр (Panthera tigris sumatrae) - † Балийский тигр (Panthera tigris balica) - † Яванский тигр (Panthera tigris sondaica) |
|                                          | Снежный барс                | Panthera uncia Schreber 1775       | Уязвимый вид                         | |
| Род Дымчатые леопарды (Neofelis)         |                             |                                    |                                      | |
|                                          | Дымчатый леопард            | Neofelis nebulosa. Griff 1821      | Уязвимый вид                         | - Neofelis nebulosa nebulosa - Neofelis nebulosa macrosceloides - † Neofelis nebulosa brachyura |
|                                          | Борнейский дымчатый леопард | Neofelis diardi Cuvier 1823 ,      | Уязвимый вид                         | - Neofelis diardi borneensis - Neofelis diardi diardi |

О принадлежности мраморной кошки (Pardofelis marmorata) к большим кошкам в мире зоологов ведутся споры. Согласно традиционной точке зрения её относят к малым кошкам, однако появились предположения о её связи с большими кошками. Недавние молекулярно-генетические исследования говорят в пользу её близкого родства с родом катопум, из-за чего новейшие систематики вновь относят её к малым кошкам.
Чёрные пантеры не являются отдельным видом, а лишь проявлением меланизма (чёрной окраски) у леопардов или ягуаров.